# Хорватская кухня
Хорватская кухня (хорв. Hrvatska kuhinja) — национальная кухня хорватского народа.

## Описание
Каждый регион на Балканах имеет свои собственные кулинарные традиции. Не является исключением и Хорватия, корни её кухни восходят к глубокой древности. Причём кухня материковой части страны отличается от прибрежной. Для материковой кухни характерны ранние славянские и более поздние контакты с соседними культурами — венгерской, австрийской и турецкой, где для приготовления пищи используется свиное сало и такие специи, как чёрный перец, паприка, чеснок. Прибрежный район несёт на себе влияние греческой, римской, а также более поздней — итальянской (особенно венецианской) и французской кухонь, где используют оливковое масло, травы и специи, такие как розмарин, шалфей, лавровый лист, орегано, майоран, корица, гвоздика, мускатный орех, лимонная и апельсиновая кожура. Еда и рецепты из других стран бывшей Югославии, также популярны в Хорватии. Широко известен такой мясной деликатес, как Бараньский кулен — сырокопчёная свиная колбаса, зарегистрированная в ЕС марка, контролируемая по географическому происхождению. Среди десертных блюд можно выделить лицитарский пряник, меджимурскую гибаницу, загорские штрукли.
Также хорватская кухня может быть разделена на несколько региональных: Истрия, Далмация, Дубровник, Лика, Хорватское Загорье, Медимурска, Подравина, Славония и другие, которые имеют свои специфические кулинарные традиции, характерные для местности и не обязательно хорошо известны в других частях Хорватии.

Некоторые блюда
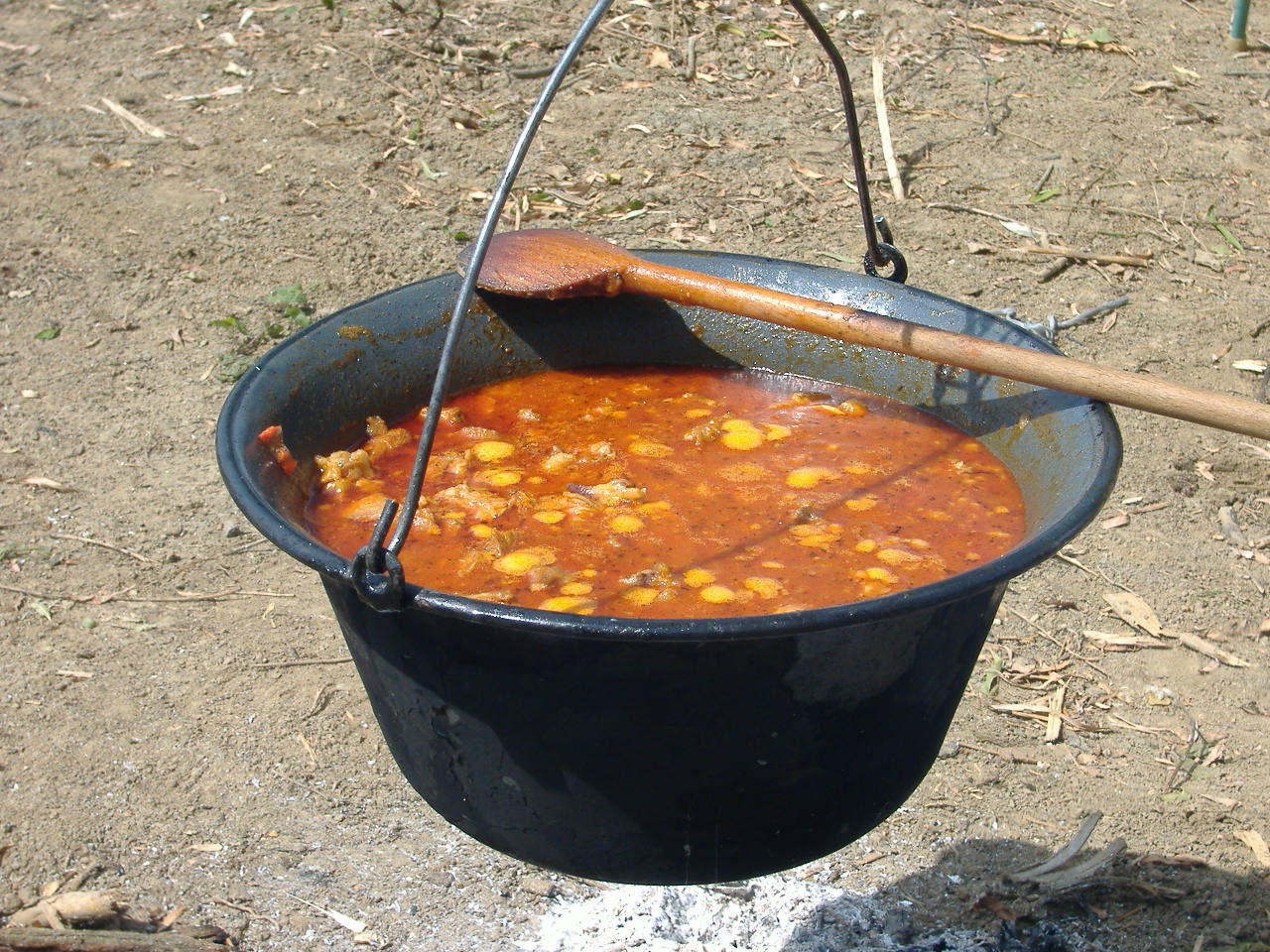
Гуляш, популярный в большинстве регионов
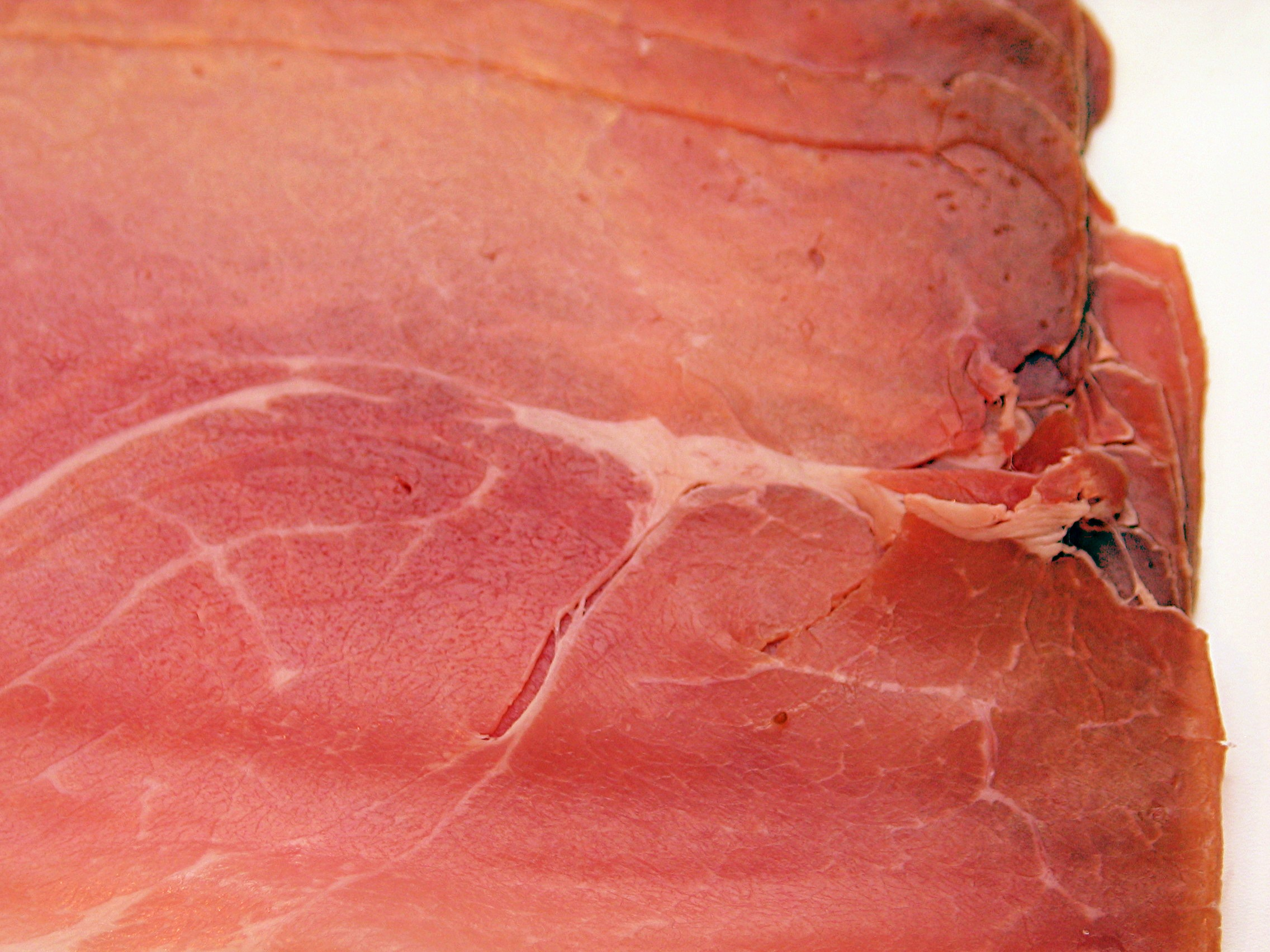
Хорватский пршут
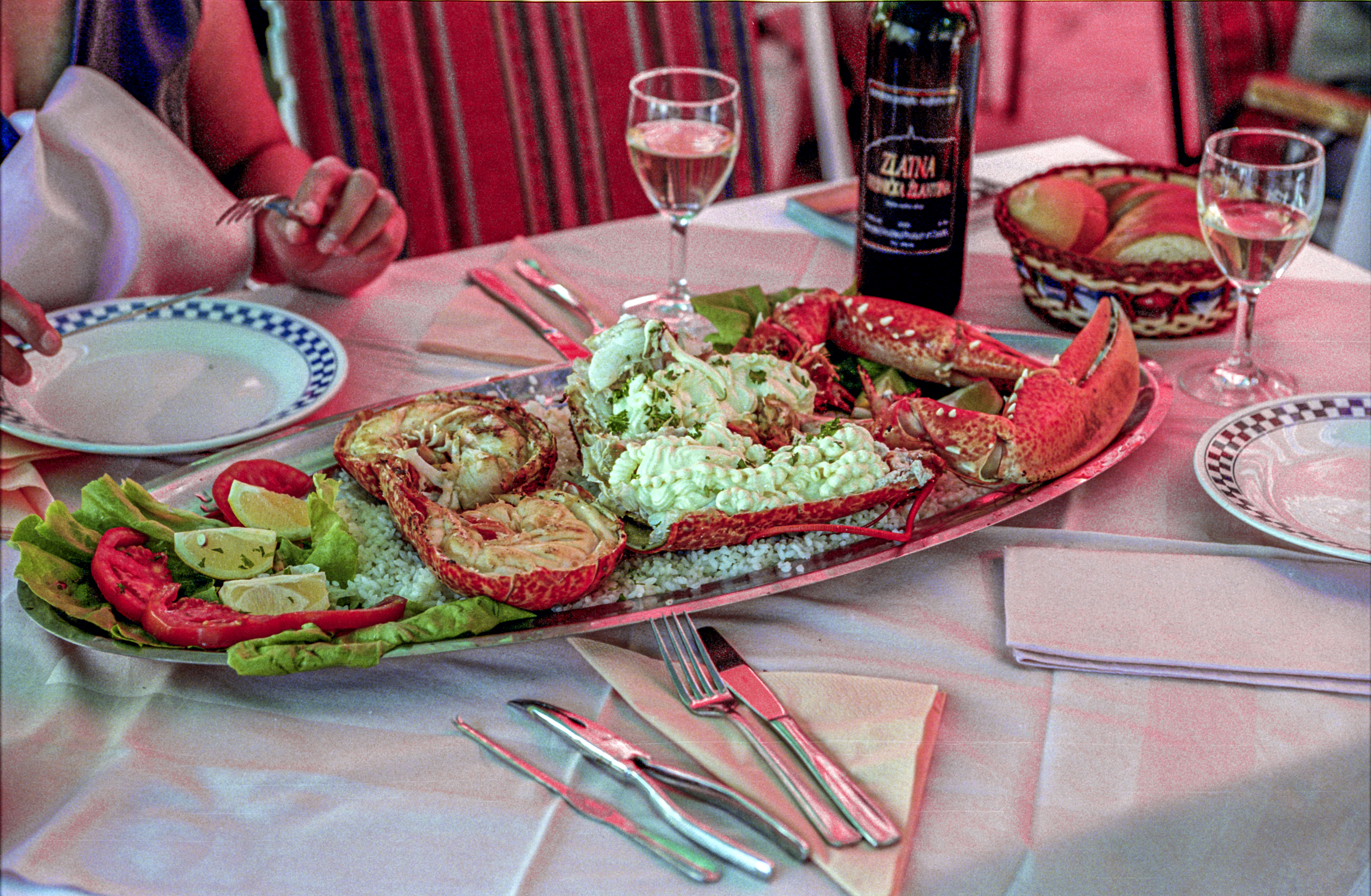
Лобстер из Далмации
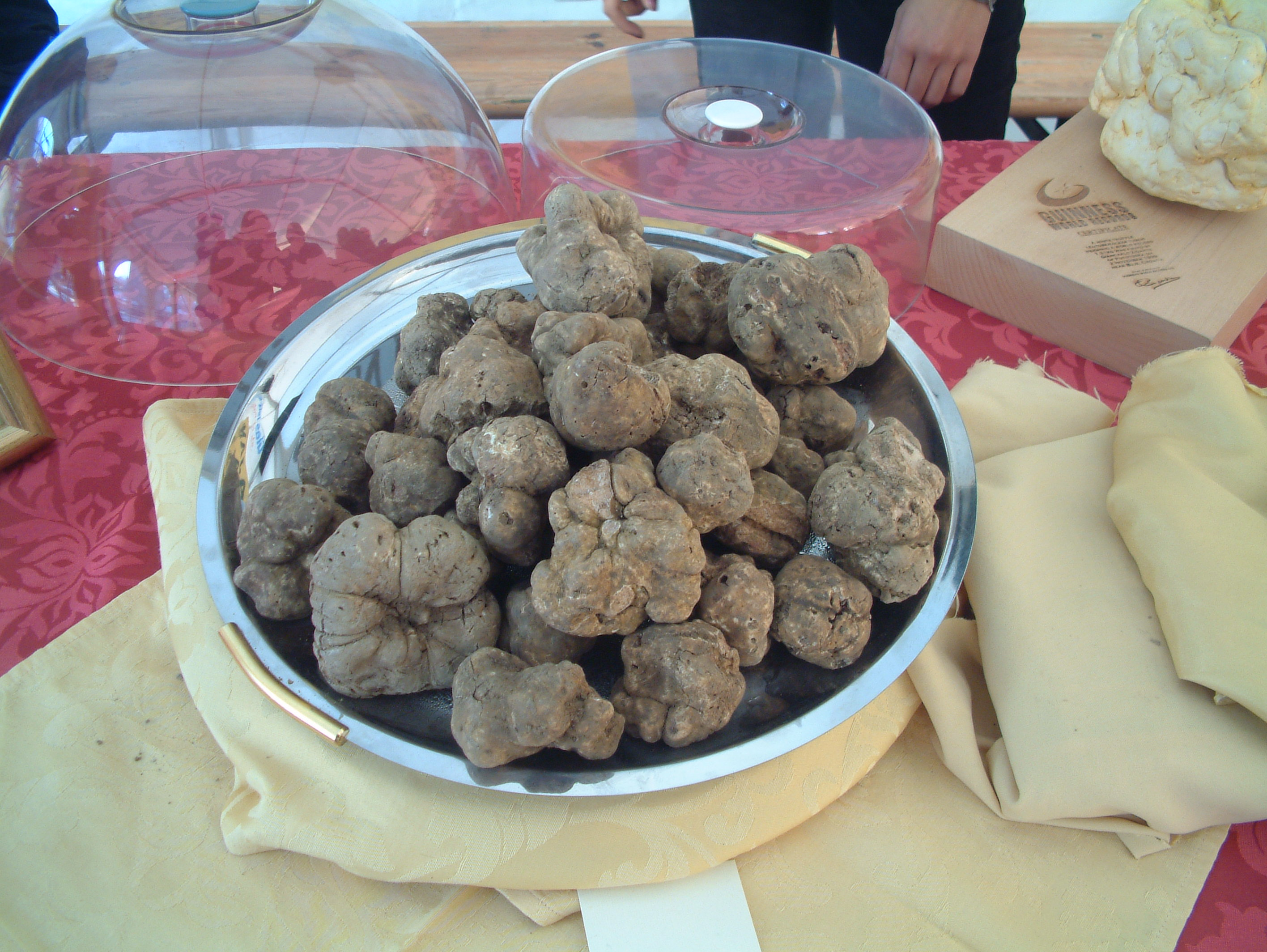
Трюфели из Истрии

Напитки
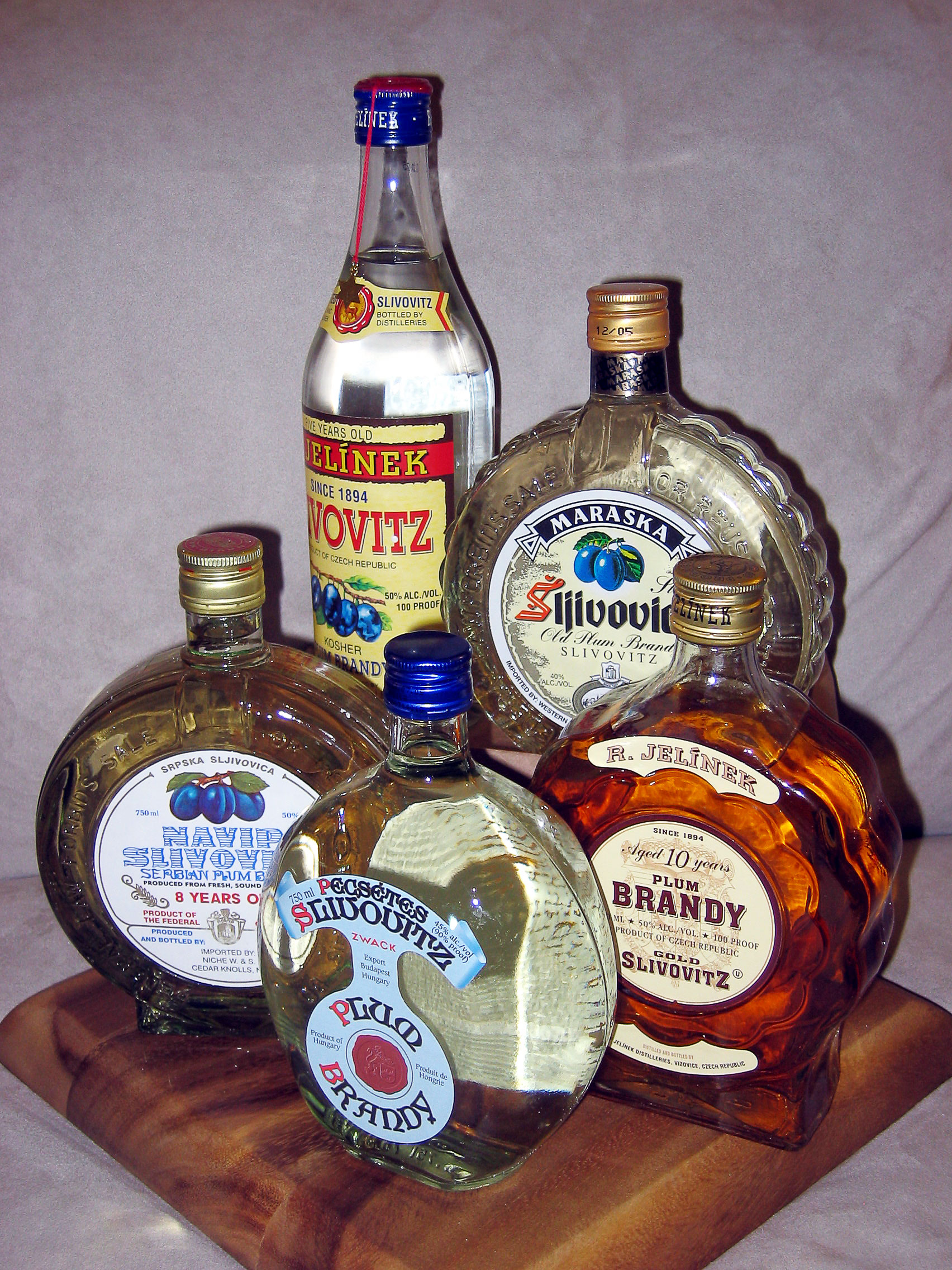
Сливовица
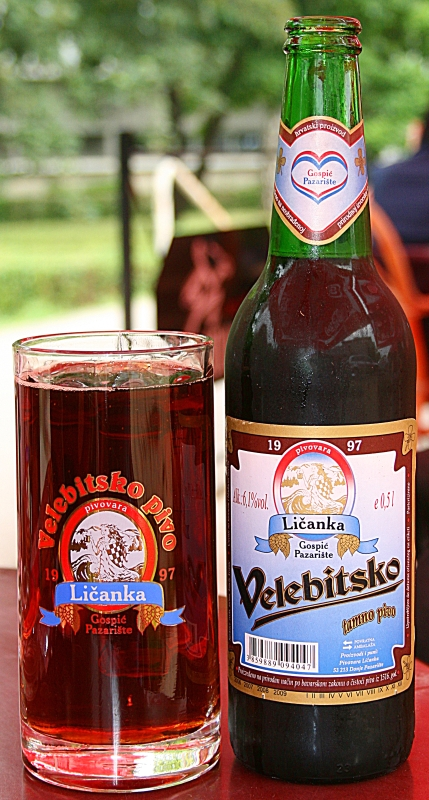
Velebitsko пиво
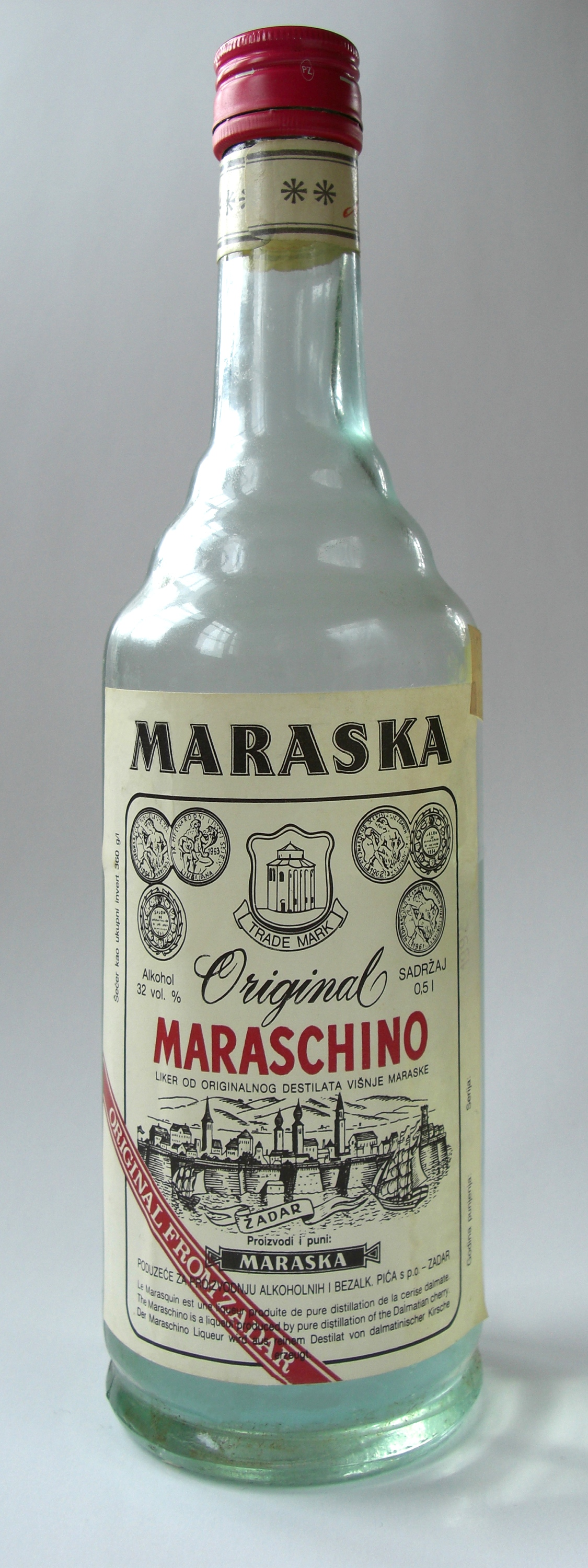
Мараскин